# Коджо, Джоэл
Джоэ́л Ко́джо (англ. Joel Kojo, кирг. Жоэл Кожо; род. 21 августа 1998, Аккра) — киргизский и ганский футболист, нападающий клуба «Нефтчи» и сборной Кыргызстана.

## Клубная карьера
На родине выступал за команду «КК Адонтенг».
В 2018 году перешёл в киргизский клуб «Алай» (Ош), в его составе по итогам сезона стал лучшим бомбардиром чемпионата Кыргызстана с 26 голами, а также вице-чемпионом и финалистом Кубка Кыргызстана. Принимал участие в матчах Кубка АФК.
В январе 2021 года перешёл в киргизский клуб «Дордой». В январе 2023 года покинул клуб.
В 2023 году перешёл в клуб второго дивизиона Узбекистана «Динамо» (Самарканд).

## Карьера в сборной
18 мая 2023 года был впервые вызван в сборную Кыргызстана для участия в кубке наций ФАЦА. Дебютировал за сборную 16 июня 2023 года в матче против сборной Ирана (1:5). 25 января 2024 года забил первый на кубке Азии в ворота    сборной Омана (1:1).

### Список матчей за сборную Кыргызстана
| Матчи Джоэла Коджо за сборную Кыргызстана | Матчи Джоэла Коджо за сборную Кыргызстана | Матчи Джоэла Коджо за сборную Кыргызстана | Матчи Джоэла Коджо за сборную Кыргызстана | Матчи Джоэла Коджо за сборную Кыргызстана | Матчи Джоэла Коджо за сборную Кыргызстана | Матчи Джоэла Коджо за сборную Кыргызстана |
| №                                         | Дата                                      | Оппонент                                  | Счёт                                      | Голы                                      | Соревнование                              |                                           |
| ----------------------------------------- | ----------------------------------------- | ----------------------------------------- | ----------------------------------------- | ----------------------------------------- | ----------------------------------------- | ----------------------------------------- |
| 1                                         | 16 июня 2023                              | Иран                                      | 1:5                                       | —                                         | Кубок наций ФАЦА 2023                     |                                           |
| 2                                         | 20 июня 2023                              | Оман                                      | 0:1                                       | —                                         | Кубок наций ФАЦА 2023                     |                                           |
| 3                                         | 11 сентября 2023                          | Кувейт                                    | 3:1                                       | 2                                         | Товарищеский матч                         |                                           |
| 4                                         | 12 октября 2023                           | Бахрейн                                   | 0:2                                       | —                                         | Товарищеский матч                         |                                           |
| 5                                         | 15 октября 2023                           | Филиппины                                 | 0:1                                       | —                                         | Товарищеский матч                         |                                           |
| 6                                         | 16 ноября 2023                            | Малайзия                                  | 3:4                                       | —                                         | Отборочный турнир ЧМ-2026                 |                                           |
| 7                                         | 21 ноября 2023                            | Оман                                      | 1:0                                       | —                                         | Отборочный турнир ЧМ-2026                 |                                           |
| 8                                         | 25 декабря 2023                           | Узбекистан                                | 1:4                                       | —                                         | Товарищеский матч                         |                                           |
| 9                                         | 30 декабря 2023                           | ОАЭ                                       | 0:1                                       | —                                         | Товарищеский матч                         |                                           |
| 10                                        | 5 января 2024                             | Сирия                                     | 1:1                                       | —                                         | Товарищеский матч                         |                                           |
| 11                                        | 9 января 2024                             | Вьетнам                                   | 2:1                                       | 1                                         | Товарищеский матч                         |                                           |
| 12                                        | 16 января 2024                            | Таиланд                                   | 0:2                                       | —                                         | Кубок Азии 2023                           |                                           |
| 13                                        | 25 января 2024                            | Оман                                      | 1:1                                       | 1                                         | Кубок Азии 2023                           |                                           |
| 14                                        | 21 марта 2024                             | Тайвань                                   | 2:0                                       | —                                         | Отборочный турнир ЧМ-2026                 |                                           |
| 15                                        | 26 марта 2024                             | Тайвань                                   | 5:1                                       | 3                                         | Отборочный турнир ЧМ-2026                 |                                           |

Итого: 15 матчей / 7 голов; 5 побед, 2 ничьи, 8 поражений.

## Достижения
«Алай»
- Обладатель Суперкубка Кыргызстана: 2018
- Обладатель Кубка Кыргызстана: 2020

«Дордой»
- Победитель Премьер-лиги: 2021
- Обладатель Суперкубка Кыргызстана (2): 2021, 2022